# Curva de largura constante

O triângulo de Reuleaux é um exemplo de figura de largura ou diâmetro constante.

Uma curva de largura constante, curva de comprimento constante ou de diâmetro constante é, em geometria, aquela forma planar convexa cujo comprimento ou largura, medida pela distância entre duas retas paralelas tangentes a suas duas bordas opostas, é a mesma independentemente da direção destas duas paralelas. O comprimento ou largura da figura é definido como a distância entre tais paralelas.